# Tabanus polyphemus
Tabanus polyphemus är en tvåvingeart som beskrevs av David Fairchild 1958. Tabanus polyphemus ingår i släktet Tabanus och familjen bromsar. Inga underarter finns listade i Catalogue of Life.